# Буцаєв Юрій Геннадійович
Юрій Геннадійович Буцаєв (рос. Юрий Геннадьевич Буцаев; 11 жовтня 1978, м. Тольятті, СРСР) — російський хокеїст, правий нападник.  
Вихованець хокейної школи «Лада» (Тольятті). Виступав за: «Лада» (Тольятті), «Динамо» (Москва), «Детройт Ред-Вінгс», «Цинциннаті Майті-Дакс» (АХЛ), «Чикаго Вулвз» (АХЛ), «Атланта Трешерс», «Локомотив» (Ярославль), ЦСКА (Москва), ХК МДВ (Твер), «Торпедо» (Нижній Новгород), «Югра» (Ханти-Мансійськ), «Сибір» (Новосибірськ), «Зауралля» (Курган), ЦСКА (Москва).
В чемпіонатах НХЛ — 99 матчів (10+4).
У складі молодіжної збірної Росії учасник чемпіонату світу 1997.
Брат: В'ячеслав Буцаєв.
Досягнення
- Чемпіон МХЛ (1996)
- Чемпіон Росії (2003), срібний призер (1997, 2005)
- Чемпіон Росії у Вищій лізі (2010)
- Володар Кубка Колдера (2002)
- Срібний призер молодіжного чемпіонату світу (1997).